# Siniša Varga
Siniša Varga (ur. 24 sierpnia 1965 w Zagrzebiu) – chorwacki polityk i stomatolog, parlamentarzysta, od 2014 do 2016 minister zdrowia.

## Życiorys
W młodości mieszkał w Kanadzie, gdzie w Toronto ukończył szkołę średnią. W 1990 został absolwentem stomatologii na Uniwersytecie w Zagrzebiu. Był ochotnikiem w trakcie wojny w Chorwacji. W 1997 uzyskał specjalizację z protetyki stomatologicznej w szpitalu klinicznym w Zagrzebiu. Pracował w stołecznych szpitalach, od 2001 do 2002 był wicedyrektorem szpitala klinicznego w Dubravie. W 2000 został także asystentem na macierzystej uczelni. Udzielał się ponadto jako konsultant Banku Światowego przy reformach służby zdrowia. Od 2002 do 2004 jako asystent ministra wchodził w skład kierownictwa resortu zdrowia. W latach 2009–2012 był przewodniczącym rady zarządzającej kliniką psychiatryczną.
W 2010 wstąpił do Socjaldemokratycznej Partii Chorwacji. Od 2012 do 2014 był dyrektorem publicznego chorwackiego funduszu ubezpieczeń zdrowotnych (HZZO). W czerwcu 2014 objął urząd ministra zdrowia w rządzie Zorana Milanovicia. W wyborach w 2015 z ramienia SDP został wybrany do Zgromadzenia Chorwackiego. W styczniu 2016 zakończył pełnienie funkcji rządowej. W przedterminowych wyborach w tym samym roku z powodzeniem ubiegał się o poselską reelekcję. W 2019 dołączył do ugrupowania Milan Bandić 365.